# 李右泉
李右泉，CBE（1861年—1940年9月9日），原名李肇源，香港商人，主要經營典當業，於1930年代一度擁有香港逾八成的當舖，當時被稱為「當舖大王」。
李右泉生於廣東南海（今佛山市內），十多歲到香港擔任當舖學徒，最後成為香港典當業的重要人物。他後來亦有創辦了多家工廠，包括雪廠（冷藏庫）、機器廠及皮革廠等，以及與另一商紳馮平山合組置業公司。
李右泉熱心於其家鄉南海的公益事業，於清朝光緒末年得到時任兩廣總督張人駿表奏嘉獎，因而獲得朝廷賞賜「鹽運使，加四級三代從一品封典」，至中華民國成立後則先後獲頒予三等及二等嘉禾勳章。
李右泉亦熱心參與香港事務，於1897年擔任東華醫院總理，並於1906年同時成為該院永遠顧問，後來也為廣華醫院倡建總理。此外，他於1912年擔任保良局總理，並於1914年擔任團防局紳，及於1925年擔任香港華商總會主席。其他公職包括華人公立醫局董事、南華會會長及太平紳士等。
1925年省港大罷工期間，身任香港華商總會的主席成功爭取香港政府撤回禁止糧食出口的政策，並赴廣州與國民政府商議解決罷工事宜，也在香港接待廣東省的商會代表。因平息大罷工有功，1929年香港總督金文泰奏請英皇佐治五世，向李右泉頒予CBE勳銜。
李右泉大力支持香港教育，是官立漢文學校（今金文泰中學）及香港仔兒童工藝院（今香港仔工業學校）的倡建者之一。官立漢文學校最終在1926年得以創辦，為香港首間中文官立中學，而香港仔兒童工藝院則於1935年創辦。
1932年6月1日，香港政府大幅提高當舖的牌費，令大部份當舖出現財政困難，李右泉獨力注資收購這些當舖，令其一度擁有香港逾八成的當舖，因此當時被稱為「當舖大王」。